# Ling Jiang
Der Ling Jiang (chinesisch 靈江 / 灵江, Pinyin Líng Jiāng – „Geisterfluss, Seelenstrom“) ist ein Fluss im Osten der Volksrepublik China.

## Verlauf
Er durchfließt die Provinz Zhejiang und mündet bei Taizhou in das Ostchinesische Meer. Der Fluss wird durch das etwa 50 km nordöstlich von Lishui gelegenen Xia'an Reservoir gespeist und trägt dort noch den Namen Yong'an Xi (永安溪). Erst nach dem Zusammenfluss mit dem Shifeng Xi (始丰溪) erhält er den Namen unter dem er am bekanntesten ist. Allerdings wird er an seiner Mündung zumeist als Jiao Jiang (椒江) bezeichnet.

## Nutzung
Der Fluss ist vor allem für das Transportwesen von Bedeutung. Er ist zwar nicht besonders tief, hat aber an seiner Mündung in Taizhou eine Breite von etwa 3 km. Dort haben sich mehrere Werften angesiedelt.

## Hydrometrie
Die in dem Diagramm dargestellten Daten wurden zwischen 1980 und 2006 in Taizhou genommen, an der Mündung des Ling Jiang.
Die durchschnittliche monatliche Durchströmung des Flusses Ling Jiang gemessen in m³/s
(1980–2006)